# Ernestina de Champourcín
Ernestina de Champourcín Morán de Loredo (Vitoria, 10 luglio 1905 – Madrid, 27 marzo 1999) è stata una scrittrice spagnola e una delle donne della Generazione del '27.

## Biografia
Nasce il 10 marzo 1905 a Vitoria in una famiglia cattolica tradizionalista. Il padre, Antonio Michels (barone) de Champourcin, di origini provenzali, è un avvocato di idee monarchiche, nonostante la sua inclinazione liberista-conservatrice. La madre, Ernestina Morán de Loredo Castellanos, era nata a Montevideo, figlia unica di un militare di origine asturiana. Quando Ernestina ha dieci anni, la famiglia si trasferisce a Madrid. Lì riceve un'ottima educazione, viene iscritta al Colegio del Sagrado Corazón e poi all'Instituto Cardenal Cisneros, ma non riesce a iscriversi all'Università a causa dell'opposizione del padre. Già in giovane età scrive delle poesie in francese, lingua appresa fin dall'infanzia, e si interessa ai grandi della letteratura come Victor Hugo, dedicandosi successivamente allo studio di poeti come Rubén Darío, Concha Espina e Juan Ramón Jimenéz.
Nel 1926 comincia a frequentare il Lyceum Club Feminino, stringe amicizia con Concha Méndez ed entra in contatto con alcune figure importanti dell'ambiente letterario dell'epoca, come Juan Ramon Jimenez; nello stesso anno pubblica il suo primo libro, En Silencio. Con il passare degli anni sviluppa uno stile personale e si distacca dai grandi maestri della sua gioventù. La sua poesia si fa molto intima, personale e ricca di metafore che mettono in risalto i sentimenti femminili; la donna è parte attiva delle sue liriche. Negli anni a seguire scrive degli articoli critici pubblicati nelle maggiori riviste dell'epoca (El Sol e La Gaceta Literaria).
Nel 1939, con l'instaurazione del regime di Francisco Franco, è costretta all'esilio con il marito Juan José Domenchina. Dopo varie tappe in Europa la coppia si stabilisce in Messico. Ernestina vive le vicende spagnole con molto turbamento, e sceglie la rottura con la sua famiglia dopo che questa accetta il regime franchista. Abbandona la poesia per dedicarsi alla traduzione, ma all'inizio degli anni '50 riscopre una vocazione religiosa che la riavvicina alla lirica. Pubblica Poemas del ser y del estar e il periodo messicano diviene la sua stagione più prolifica.
Nel 1972 ritorna in Spagna, una patria che non sente più sua e che non si ricorda di lei. Morirà a Madrid il 27 marzo del 1999.

### Una poetessa dimenticata
Nonostante la sua grande produzione letteraria, Ernestina, come altre poetesse del suo periodo, per molto tempo non è stata considerata una figura degna di studi letterari. A differenza di queste, è stata però citata, con Josefina de la Torre e Concha Méndez, nell'edizione del 1934 di una delle antologie poetiche più significative del tempo, Poesia espanola. Antologia (Contemporaneos) di Gerardo Diego, e riconosciuta quindi come membro della Generazione del 27.
Con il suo riconoscimento ufficiale Ernestina de Champourcín rende più visibile anche il movimento di cui è parte: le Sinsombrero, rimaste per decenni ai margini della storia. L'oblio in cui sono state confinate le Sinsombrero, di cui Ernestina faceva parte, ha motivazioni storiche e politiche. In linea generale, i grandi poeti della Generazione del '27 come Pedro Salinas, Rafael Alberti, Federico García Lorca, tendevano ad oscurare gli altri poeti contemporanei, nonostante fossero altrettanto capaci e innovativi. Per quanto riguarda Ernestina, in particolare, venne relegata in secondo piano per il fatto di essere una donna: a quel tempo si riteneva che la carriera letteraria fosse una prerogativa maschile. Inoltre, il suo stile poetico veniva considerato troppo intimo, personale e mistico per rientrare nei canoni ufficiali delle correnti letterarie del tempo.
Solamente a partire dal 1989, quando le viene assegnato il Premio Euskadi, la sua figura di poetessa comincia ad essere rivalutata per la sua importanza storica e culturale. Da quella data in poi, Ernestina acquista sempre più fama e riconoscimenti, e diviene la figura femminista per eccellenza della Generazione del '27.

### Ernestina de Champourcín e il femminismo
Ernestina de Champourcín, con altre poetesse come Pilar de Valderrama, Concha Méndez, Josefina De La Torre e Carmen Conde, vive in un periodo storico in cui le donne si trovano a dover superare numerosi ostacoli per ottenere dei riconoscimenti personali, e a dover lottare duramente contro le ingiustizie imposte da una società patriarcale. Il gruppo femminile della Generazione del '27 sostenne le rivendicazioni per la parità di diritti delle donne promesse in quel periodo.
Ernestina ha sempre rifiutato l'attribuzione del termine "femminista", definendosi semplicemente una "poetessa". Nonostante il suo rifiuto personale ad essere categorizzata, fu una figura di spicco fra le donne impegnate a far riconoscere il valore sociale, giuridico e intellettuale femminile nella società spagnola della prima metà del XX secolo. Un esempio del suo interesse per le tematiche riguardanti la condizione femminile è rappresentato dal suo unico romanzo in prosa, La Casa de Enfrente, uno dei primi esempi di romanzo di formazione dedicato alle donne (Bildungsroman).
Il suo sostegno all'emancipazione femminile la porta nel 1926 a collaborare con Concha Méndez e María De Maetzu nella fondazione del Lyceum Club Femenino, la prima scuola femminile spagnola finalizzata allo sviluppo delle attività e iniziative di natura economica, artistica, scientifica e letteraria volte a sostenere e incentivare l'uguaglianza di genere.

## La poetica di Ernestina de Champourcín
La poesia di Ernestina de Champourcìn riflette le caratteristiche principali delle maggiori correnti poetiche del XX secolo: dagli ultimi bagliori del Modernismo, alla poesia pura, al surrealismo, alla poesia religiosa, all'introspezione degli anni '60, al neosurrealismo degli anni '70, per arrivare alla poesia mistica e metafisica di Carlos Marzal e Vicente Gallero. Nella prima fase della sua produzione poetica, è ben visibile una forte ispirazione, quasi un omaggio, a Juán Ramon Jiménez.
Con il passare degli anni avviene un distacco graduale, ma costante, dai canoni tradizionali. Ernestina sviluppa uno stile personale e unico, e la sua attenzione si concentra su due temi principali: l'amore dal punto di vista femminile (La voz en el viento; 1931) e la fede infinita in Dio, contrapposta alle limitazioni della vita terrena (Del Vacío y sus dones; 1993).

### I tre periodi di Ernestina
Lo stile di Ernestina si evolve nel tempo. La sua prima tappa stilistica è riconducibile al periodo precedente allo scoppio della guerra civile; in esso le influenze moderniste si mescolano a quelle surrealiste, ed Ernestina compie un vero e proprio processo di formazione che la conduce sempre più verso l'espressione lirica. A questo periodo appartengono le opere En silencio (1926), Ahora (1928), La Voz en el viento (1931) e Cantico inútil (1936).
In Messico, dove si reca per fuggire dalla guerra civile, ha inizio il suo secondo periodo di creazione. In questo periodo Ernestina attraversa una profonda conversione religiosa, i cui effetti sono visibili nella trasformazione dell'io lirico che diventa un'entità fuori dal tempo. L'esistenza, ricca di sofferenze, acquisisce uno scopo nel ricongiungimento con Dio. Durante questa fase Ernestina pubblica Presencia a oscuras (1952), El nombre que me diste (1960), Cárcel de los sentidos (1964), Hai-kais espirituales (1967) e Poemas del ser y del estar (1972).
La sua ultima tappa stilistica ha inizio nel 1972, quando fa ritorno in Spagna, ed è caratterizzata da un cambiamento di registro. Il rientro si configura come un'esperienza disorientante, Ernestina non riesce a più a riconoscere e sentire come propria la Spagna e il clima che vi ritrova. Attraverso la fede in Dio cerca di spiegare la propria esistenza nel mondo; perviene alla convinzione che ognuno di noi è destinato a compiere delle azioni che trascendono le proprie conoscenze,  e che esse servono a Dio per completare il suo disegno universale.

## Opere
- En silencio (1926)
- Ahora (1928)
- La voz en el viento (1931)
- Cántico inútil (1936)
- Presencia a oscuras (1952)
- El nombre que me diste (1960)
- Cárcel de los sentidos (1964)
- Hai-kais espirituales (1967)
- Cartas cerradas (1968)
- Poemas del ser y del estar (1972)
- Primer exilio  (1978)
- Poemillas navideños (1983)
- La pared transparente (1984)
- Huyeron todas las islas (1988)
- Antología poética Madrid, Torremozas (1988)
- Ernestina de Champourcín (1991)
- Los encuentros frustrados (1991)
- Poesía a través del tiempo (1991)
- Del vacío y sus dones (1993)
- Presencia del pasado 1994-1995 (1996)

### Opere postume
- Epistolario (1927-1995) (2007)
- Poesía esencial (2008)

### Traduzioni
- Sonetos del portugués di Elizabeth Barrett Browning (1942)
- El aire y los sueños di Gaston Bachelard (1943)
- Obra escogida di Emily Dickinson (1946)
- El chamansimo y las técnicas arcaicas del éxtasis di Mircea Eliade (1951)
- Cuentos di Edgar Allan Poe (1971)
- El dios éscorpion: tres novelas cortas di William Golding (1973)
- Diario V: 1947 - 1955 di Anaïs Nin (1985)

## Riconoscimenti
- Premio Euskadi de Literatura (1989)
- Premio Mujeres Progresistas (1991)
- Nomina al Premio Príncipe de Asturias de las Letras (1992)
- Medaglia al Merito Artístico del Ayuntamiento de Madrid (1997)